# 배당

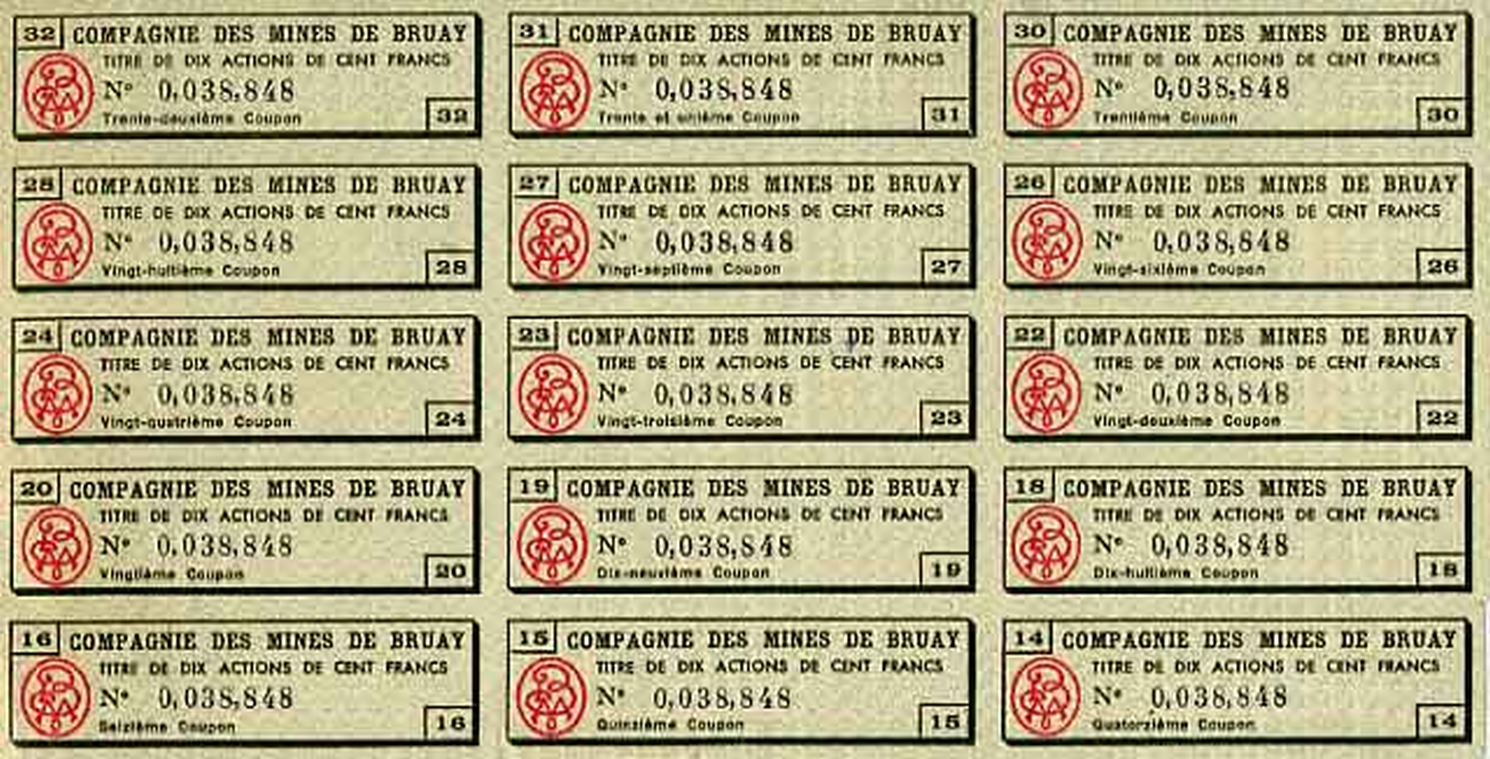

배당(配當, dividend)은 한 코퍼레이션이 일반적으로 이윤의 일부로서 주주에게 나누어주는 것을 말한다. 이때 나누어주는 현금 또는 주식을 '배당금'이라고 지칭하며 이 배당금의 종류에 따라 현금배당과 주식배당으로 나눌 수 있다.
배당이 지급되면 증권거래소는 주식 가격을 배당금만큼 낮춰 변동성을 제거한다. 시장은 배당락일의 개장 시 주가에 대한 통제력이 없지만, 종종 주가가 더 높게 개장할 수도 있다. 한 회사가 이윤이나 흑자를 얻으면 이러한 이윤의 일부를 주주에게 배당금으로 지급할 수 있다. 배당되지 않은 금액은 회사에 재투자(이익잉여금)되는 것으로 간주된다. 당해 연도 이익뿐만 아니라 전년도 이익잉여금도 배당에 활용할 수 있다. 회사는 일반적으로 자본에서 배당금을 지급하는 것이 금지된다. 주주에게 나누어 주는 수단으로는 현금(일반적으로 은행 계좌의 예금)이 될 수 있으며, 회사가 배당 재투자 계획이 있으면 이 금액은 추가 주식 발행 또는 자사주 재매입을 통해 지급할 수 있다. 일부 경우, 배당은 자산의 형태일 수도 있다.
주주가 받는 배당은 주주의 수익이며 배당세가 부과될 수 있다. 이 수익에 대한 세금 처리는 관할 지역에 따라 크게 달라진다. 회사는 지급하는 배당금에 대해 세금 공제를 받지 않는다.
배당금은 주당 고정 금액으로 할당되며, 주주들은 보유 주식 비율에 따라 배당금을 받는다. 배당금은 적어도 일시적으로 안정적인 수익을 제공하고 주주들의 사기를 높일 수 있지만, 계속 지급될 것이 보장되지는 않는다. 주식회사의 경우, 배당금 지급은 비용이 아니라 세후 이익을 주주들 간에 분배하는 것이다. 이익잉여금(배당되지 않은 이익)은 회사의 재무상태표의 주주 지분 섹션에 발행된 주식자본과 동일하게 표시된다. 공개 회사는 일반적으로 정해진 일정에 따라 배당금을 지급하지만, 예정된 배당을 취소하거나 언제든지 예정에 없던 배당(일반적으로 정기 배당과 동시에 지급되지만 일회성으로 더 많은 금액을 지급하는 경우를 특별 배당이라고 부른다)을 선언할 수 있다. 반면에 협동조합은 회원 활동에 따라 배당금을 할당하므로, 그들의 배당금은 종종 세전 비용으로 간주된다.
우선주(또는 미국 영어로 preferred stock) 보유자에게 지급되는 일반적으로 고정된 지급액은 배당금으로 분류된다. 배당의 영어 낱말 dividend는 "나누는 것"을 의미하는 라틴어 낱말 dividendum에서 비롯된다.

## 역사
네덜란드 동인도 회사(VOC)가 정기적인 배당을 지불한 최초의 (공개) 기업으로 기록되었다. VOC는 거의 200년(1602~1800년) 동안 지분 가치의 약 18%를 해마다 배당하였다.
보통법 관할 구역에서 법원은 일반적으로 회사의 배당 정책에 개입하는 것을 거부해 왔으며, 이사들에게 배당 선언 또는 지급에 대해 광범위한 재량권을 부여했다. 불간섭 원칙은 캐나다 사례인 Burland v Earle (1902), 영국 사례인 Bond v Barrow Haematite Steel Co (1902), 그리고 호주 사례인 Miles v Sydney Meat-Preserving Co Ltd (1912)에서 확립되었다. 그러나 Sumiseki Materials Co Ltd v Wambo Coal Pty Ltd (2013) 사건에서 뉴사우스웨일스 대법원은 이러한 판례를 깨고 주주의 배당에 대한 계약상의 권리를 인정했다.

## 분류
주식이 갖는 권리에 의하여 배당순위는 우선주가 보통주에 우선하며, 우선주의 경우 누적·비누적·참가·비참가 등 우선적 조항이 첨부되어 있으면 고정배당률을 결정할 필요가 없다. 배당금의 지급 형태에 의한 배당의 종류는 현금 배당(cash dividends)·현금 이외 배당(non-cash dividends)·고정형 배당(Fixed dividends)·현물 배당(property dividends)·증권 배당(security dividends)·주식 배당(stock dividens)·사채 배당(bond dividends)·스크립 배당(scrip dividends) 등으로 분류된다.

## 안정배당
오랜 기간을 계속하여 회사가 안정 배당을 행하면, 회사의 채권자에 대한 지위가 높아질 뿐 아니라, 추가 자본의 조달도 용이해지며, 안전투자를 바라는 주주 그룹(회 사경영 상태가 양호하든 불량하든간에 회사의 주식을 보유하려 하는 주주들)을 형성할 수 있는 이점이 있다.

## 커버드콜 ETF
커버드콜 ETF(Covered Call ETF)는 보유한 고배당주나 지수 기반 주식에 대해 콜옵션을 매도(Write)하는 전략을 통해 프리미엄 수익을 추가로 확보하는 구조의 ETF이다. 배당 수익과 옵션 프리미엄을 동시에 수취할 수 있으며, 특히 주가 상승 여력이 제한적인 구간에서 안정적인 현금 흐름 확보 수단으로 활용된다.

## 고정형 배당RP
고정형 배당RP(Fixed Dividend Reverse Portfolio)는 미국 고배당주와 S&P500 인버스 ETF를 5:5 비율로 결합한 구조화 상품이다. 고배당주에서 발생하는 배당 수익을 기반으로 매월 고정적인 현금 흐름을 제공하며, 동시에 인버스 ETF를 활용해 주가 하락 시 손실을 일정 부분 방어하도록 설계되었다. 시장 변동성에 영향을 덜 받으면서도 안정적인 배당 수익을 추구하는 것이 이 전략의 핵심이다.

## 배당귀족주 ETF
배당귀족주 ETF(Dividend Aristocrats ETF)는 S&P500 지수에 포함된 기업 중 25년 이상 연속 배당을 증가시켜온 기업들로 구성된 ETF다. 장기적인 배당 성향과 안정적인 실적을 기반으로 구성되어 있어, 배당 투자가에게 안정성과 성장성을 동시에 제공하는 상품으로 분류된다.

## 지불 형태

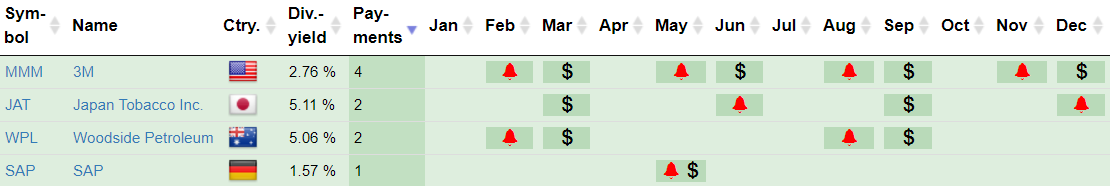
다양한 국가별 전형적인 배당 지급 빈도

현금 배당은 가장 일반적인 지급 형태이며, 일반적으로 전자 자금 이체 또는 인쇄된 수표를 통해 통화로 지급된다. 이러한 배당금은 주주의 투자 수익의 한 형태이며, 보통 지급되는 연도(반드시 배당이 선언된 연도가 아님)에 발생한 것으로 간주된다. 소유한 각 주식에 대해 선언된 금액이 분배된다. 따라서, 한 사람이 100주를 소유하고 현금 배당금이 주당 50센트라면, 해당 주식 보유자는 50달러를 받게 된다. 지급된 배당금은 비용으로 분류되지 않고, 이익잉여금의 차감으로 분류된다. 지급된 배당금은 포괄손익계산서에는 나타나지 않지만, 재무상태표에는 나타난다.
주식의 종류에 따라 배당금 지급에 대한 우선순위가 다르다. 우선주는 회사의 수익에 대한 우선 청구권을 갖는다. 회사는 보통주 주주에게 수익을 분배하기 전에 우선주에 대한 배당금을 먼저 지급해야 한다.
주식 배당 또는 스크립 배당은 발행 회사 또는 다른 회사(예: 자회사)의 추가 주식 형태로 지급되는 배당이다. 이들은 일반적으로 소유 주식 비율에 비례하여 발행된다(예: 100주당 5% 주식 배당은 추가로 5주를 지급한다).
주식이 주식 분할될 경우 총 주식 수는 증가하고 각 주식의 가격은 하락하지만, 보유 주식의 총 가치는 변하지 않으므로, 실질적인 이득은 없다. (주식 희석 참조.)
주식 배당금 분배는 회사의 시가총액에 영향을 미치지 않는다. 미국 소득세 목적상 주식 배당은 주주의 총소득에 포함되지 않는다. 주식은 주식의 기존 시장 가격과 동일한 수익으로 발행되기 때문에 회수 가능한 금액에서 부정적인 희석은 없다.
현물 배당 또는 현물 배당(라틴어로 "현물")은 발행 회사 또는 자회사와 같은 다른 회사로부터 자산 형태로 지급되는 배당이다. 이들은 비교적 드물며 가장 자주 발행자가 소유한 다른 회사의 증권이지만, 제품 및 서비스와 같은 다른 형태를 취할 수도 있다.
중간 배당은 회사의 정기 주주 총회 (AGM) 및 최종 재무제표 이전에 지급되는 배당금이다. 이 선언된 배당금은 일반적으로 회사의 중간 재무제표와 함께 제공된다.
다른 배당금은 구조화 금융에 사용될 수 있다. 알려진 시장 가치를 가진 금융 자산은 배당금으로 분배될 수 있다. 워런트는 때때로 이러한 방식으로 분배된다. 자회사를 가진 대기업의 경우, 배당금은 자회사 주식의 형태를 취할 수 있다. 모회사로부터 회사를 "분사"하는 일반적인 기술은 새로운 회사 주식을 구회사의 주주들에게 분배하는 것이다. 그러면 새로운 주식은 독립적으로 거래될 수 있다.

### 배당성향
배당성향은 회사의 수익(또는 현금 흐름) 중 얼마만큼이 배당금 형태로 지급되는지를 나타낸다.
가장 일반적으로 배당성향은 주당순이익 대비 주당 배당금으로 계산된다.
배당성향이 100%를 초과한다는 것은 회사가 해당 연도에 벌어들인 것보다 더 많은 배당금을 지급했음을 의미한다.
수익은 회계 측정치이므로, 반드시 회사의 실제 현금 흐름과 밀접하게 일치하지는 않는다. 따라서 배당의 안전성을 판단하는 또 다른 방법은 배당성향에서 수익을 자유 현금 흐름으로 대체하는 것이다. 자유 현금 흐름은 회사의 영업 현금 흐름에서 자본 지출을 뺀 금액이다. 이는 주주에게 지급하거나 사업을 성장시키는 데 "자유롭게" 사용할 수 있는 유입 현금의 양을 측정하는 것이다.
자유 현금 흐름 배당성향이 100%를 초과한다는 것은 회사가 해당 연도에 벌어들인 "자유" 현금보다 더 많은 현금을 배당금으로 지급했음을 의미한다.

### 배당 기준일
선언된 배당금은 지급되기 전에 회사의 이사회의 승인을 받아야 한다. 미국의 공개 회사의 경우, 배당금과 관련하여 네 가지 날짜가 관련이 있다. 영국도 이와 매우 유사하지만 "in-dividend date"라는 표현은 사용되지 않는다.
배당 선언일 – 이사회가 배당금 지급 의사를 발표하는 날. 이 날, 부채가 발생하고 회사는 그 부채를 장부에 기록한다. 이제 회사는 주주들에게 돈을 빚지게 된다.
권리 확정 기준일 – 배당락일 전 1거래일인 마지막 날로, 주식이 "배당권 포함"(cum dividend)이라고 한다. 즉, 기존 주주와 이 날 주식을 매수하는 사람은 배당금을 받게 되며, 주식을 매도한 주주는 배당금을 받을 권리를 잃는다. 이 날짜 이후 주식은 배당권이 없어진다.
배당락일 – 주식을 사고팔 때 가장 최근 선언된 배당금을 받을 권리가 더 이상 첨부되지 않는 날. 미국과 많은 유럽 국가에서는 일반적으로 기준일 전 1거래일이다. 이는 증권거래소에서 거래되는 주식을 포함하여 많은 주주를 가진 회사에게 누가 배당금을 받을 자격이 있는지 조정할 수 있도록 하는 중요한 날짜이다. 기존 주주는 해당 날짜 이후에 주식을 매도하더라도 배당금을 받게 되며, 주식을 매수한 사람은 배당금을 받지 못한다. 배당락일에 주식 가격이 지급되는 배당금과 거의 동일한 금액만큼 하락하는 것은 비교적 흔하며, 이는 배당금 지급으로 인한 회사의 자산 감소를 반영한다.
장부 폐쇄일 – 회사가 배당금을 발표할 때, 주식 이전을 위해 장부를 임시로 폐쇄하는 날짜도 함께 발표하는데, 이 날짜는 일반적으로 기준일이기도 하다.
기준일 – 기준일 현재 회사 장부에 등록된 주주들은 배당금을 받게 되며, 이 날짜에 등록되지 않은 주주들은 배당금을 받지 못한다. 대부분의 국가에서 주식은 배당락일 이전에 매수하면 본질적으로 자동으로 등록된다.
지급일 – 배당 수표가 실제로 주주들에게 우편으로 발송되거나 배당금이 은행 계좌로 입금되는 날.

### 배당 빈도
배당 빈도는 단일 사업 연도 내의 배당 지급 횟수를 의미한다. 가장 일반적인 배당 빈도는 연간, 반기별, 분기별, 월별이다. 일부 일반적인 배당 빈도는 미국에서는 분기별, 일본, 영국 및 호주에서는 반기별, 독일에서는 연간이다.

## 배당 재투자
일부 회사들은 스크립과 혼동되어서는 안 되는 배당 재투자 계획 또는 DRIP을 가지고 있다. DRIP은 주주들이 배당금을 사용하여 체계적으로 소량의 주식을 매수할 수 있도록 하며, 일반적으로 수수료가 없고 때로는 약간의 할인이 적용된다. 일부 경우, 주주는 이러한 재투자된 배당금에 대해 세금을 내지 않아도 될 수 있지만, 대부분의 경우 세금을 내야 한다. DRIP을 활용하는 것은 매입원가 평균법과 복리의 이점을 모두 활용할 수 있기 때문에 강력한 투자 도구이다. 매입원가 평균법은 정해진 금액의 자본을 반복적인 간격으로 투자하는 원칙이다. 이 경우, 배당금이 분기별로 지급되면 매 분기마다 정해진 금액(소유 주식 수에 주당 배당금을 곱한 값)을 투자하게 된다. 이렇게 함으로써 가격이 낮을 때 더 많은 주식을 사고, 가격이 높을 때 더 적은 주식을 사게 된다. 또한, 매수된 소수점 주식은 배당금을 지급하기 시작하여 투자를 복리화하고 배당금이 분배될 때마다 주식 수와 총 배당금을 증가시킨다.

## 배당에 관한 법률 및 정부 정책
정부는 주주 보호 및 회사 존속 유지를 위해 배당 분배에 대한 정책을 채택할 수 있으며, 배당을 잠재적인 수익원으로 취급할 수도 있다.
대부분의 국가는 회사가 벌어들인 이익에 대해 법인세를 부과한다. 많은 관할 구역에서도 회사가 주주(주식 보유자)에게 지급하는 배당금에 대해 세금을 부과하지만, 배당 수익의 세금 처리는 관할 구역마다 크게 다르다. 주된 납세 의무는 주주에게 있지만, 원천징수세의 형태로 법인에도 세금 의무가 부과될 수 있다. 일부 경우, 원천징수세가 배당과 관련된 세금 의무의 전부일 수 있다. 배당세는 회사의 이익에 직접 부과되는 세금 외에 추가로 부과된다.
회사가 지급하는 배당금은 회사의 비용이 아니다.

### 호주와뉴질랜드
호주와 뉴질랜드는 배당 법인세 면제 시스템을 운영하며, 회사는 배당금에 법인세 면제 또는 배당 법인세 면제 크레딧을 첨부할 수 있다. 이 법인세 면제 크레딧은 회사가 세전 이익에 대해 납부한 세금을 나타낸다. 1달러의 법인세 납부는 1개의 법인세 면제 크레딧을 생성한다. 회사는 현행 법인세율에 따라 계산된 최대 금액까지 법인세 면제를 첨부할 수 있다. 즉, 지급된 배당금 1달러당 최대 법인세 면제는 법인세율을 (1 - 법인세율)로 나눈 값이다. 현재 30% 세율에서는 배당금 70센트당 0.30의 크레딧 또는 배당금 1달러당 42.857센트가 된다. 이 크레딧을 사용할 수 있는 주주들은 이 크레딧을 소득세 청구서에 1크레딧당 1달러의 비율로 적용하여, 회사의 이익에 대한 이중 과세를 사실상 없앤다.

### 인도
인도에서는 배당금을 선언하거나 분배하는 회사가 수입에 부과되는 세금 외에 법인 배당세를 납부해야 한다. 주주가 받는 배당금은 면세된다. 인도에서 배당금을 지급하는 기업의 비율은 2001년 24%에서 2009년 거의 19%로 감소했으며, 2010년에는 19%로 다시 상승했다. 그러나 2016년 4월부터 인도 루피 1,000,000을 초과하는 배당 수익에는 주주의 손에 10%의 배당세가 부과된다. 2020-2021년 예산 이후, DDT는 폐지되었다. 이제 인도 정부는 투자자의 소득세 과세 구간에 따라 배당 수익에 세금을 부과한다.

### 미국과캐나다
미국과 캐나다는 법인세로 이미 기업 이익에 세금이 부과되었다는 주장에 따라 배당 수익에 대해 일반 소득보다 낮은 세율을 부과한다. 미국에서 법인의 주주들은 이중 과세에 직면하는데, 이는 법인 이익과 배당금 분배에 모두 세금이 부과되는 것이다.

### 영국
2006년 회사법 제23장(829-853조)의 규정은 주주에게 배당금을 지급하는 것을 규율한다. 이 섹션에서 법은 "분배"를 언급하며, 회사의 자산을 구성원에게 분배하는 모든 종류(일부 예외 제외), "현금 또는 기타"를 포함한다. 회사는 누적된, 실현된 이익 중 이전에 분배 또는 자본화되지 않은 부분에서만 분배할 수 있으며, "정당하게 이루어진 자본 감소 또는 재편성에서 이전에 상각되지 않은" 누적된, 실현된 손실을 제외한다.
영국 정부는 2018년 도산 및 기업 지배구조에 대한 협의를 거쳐 배당 분배에 대한 기존 규정을 검토할 것이라고 발표했다. 목표는 재정적 어려움에 처한 회사들이 여전히 주주들에게 "상당한 배당금"을 분배할 수 있었던 경우에 제기된 우려를 해결하는 것이었다. 가장 큰 회사들은 배당 분배를 다루는 분배 정책 성명서를 발표해야 한다는 요건이 제안되었다.
잉글랜드 웨일스의 배당금 지급에 관한 법률은 2018년 Global Corporate Ltd v Hale [2018] EWCA Civ 2618 사건에서 잉글랜드 웨일스 항소 법원에 의해 명확히 되었다. 이사/주주에게 지급된 특정 지급액은 고등법원에 의해 헤일이 회사 이사 자격으로 받은 실비 변상 지급액으로 취급되었지만, 항소 법원은 이 판결을 뒤집고 해당 지급액을 배당금으로 취급했다. 지급 당시에는 예상 이익에서 지급될 "배당금"으로 취급되었다. 회사는 이후 청산에 들어갔다. 해당 지급액을 제공된 서비스에 대한 지급액으로 재분류하려는 시도는 불법으로 판결되었다.

### 주가에 미치는 영향
주식이 배당락일이 되면(배당금이 막 지급되어 다른 배당금이 임박할 것으로 예상되지 않을 때), 주가는 하락해야 한다.
하락 폭을 계산하는 전통적인 방법은 회사 관점에서 배당금의 재무적 영향을 보는 것이다. 예를 들어, 회사가 재무상태표의 차변 계정에 있는 현금 계정에서 주당 X파운드의 배당금을 지급했다면, 대변 계정에 있는 자본 계정도 동일한 금액만큼 감소해야 한다. 이는 X파운드의 배당금이 주가에서 X파운드의 하락을 초래해야 함을 의미한다.
가격 하락을 계산하는 더 정확한 방법은 주주의 세후 관점에서 주가와 배당금을 살펴보는 것이다. 주가 하락(또는 캐피털 게인/손실)의 세후 가치는 세후 배당금과 동일해야 한다. 예를 들어, 캐피털 게인 세율 Tcg가 35%이고 배당세율 Td가 15%라면, 1파운드의 배당금은 0.85파운드의 세후 금액과 같다. 동일한 재무적 이득을 얻기 위해 세후 캐피털 손실 가치는 0.85파운드와 같아야 한다. 세전 캐피털 손실은 ⁠£0.85/1 − Tcg⁠ = ⁠£0.85/1 − 0.35⁠ = ⁠£0.85/0.65⁠ = £1.31이 될 것이다. 이 경우, 1파운드의 배당금이 1.31파운드라는 더 큰 주가 하락을 초래했는데, 이는 캐피털 손실에 대한 세율이 배당세율보다 높기 때문이다. 그러나 많은 국가에서는 주식 시장이 배당금에 대해 추가 세금을 내지 않는 기관에 의해 지배된다(전체 이익에 대한 세금과 대조적으로). 만약 그렇다면, 주가는 배당금 전체 금액만큼 하락해야 한다.
마지막으로, 배당금을 고려하지 않는 증권 분석은 주가 하락을 완화할 수 있다. 예를 들어, 주가수익률 목표가 현금을 제외하지 않는 경우 또는 다른 기간을 비교할 때 하락을 증폭시킬 수 있다.
배당금 지급이 주가에 미치는 영향은 때때로 아메리칸 옵션을 조기에 행사하는 것이 바람직한 중요한 이유이다.

#### 비판 및 분석
일부는 회사의 이익이 연구 개발, 자본 투자 또는 확장과 같은 활동으로 회사에 재투자되는 것이 가장 좋다고 믿는다. 이러한 견해의 지지자들(따라서 배당 자체에 대한 비판자들)은 주주들에게 이익을 돌려주려는 열정이 회사의 미래에 대한 경영진의 좋은 아이디어가 고갈되었음을 나타낼 수 있다고 주장한다. 이 주장에 대한 반론은 피터 린치의 피델리티 투자에서 나왔는데, 그는 "배당금을 지급하는 회사에 대한 강력한 주장 중 하나는 배당금을 지급하지 않는 회사들이 멍청한 '다이버시피케이션'(diworseifications)의 연속에 돈을 날려버리는 안타까운 역사를 가지고 있다는 것이다"라고 선언했다. 그는 더 나쁜 결과를 초래하는 분산화를 의미하는 자신만의 용어를 사용했다. 또한, 연구에 따르면 배당금을 지급하는 회사들이 더 높은 수익 성장을 보이는 것으로 나타났는데, 이는 배당금 지급이 수익 성장에 대한 자신감과 미래 확장을 위한 충분한 수익성을 보여주는 증거일 수 있음을 시사한다. 벤저민 그레이엄과 데이비드 도드는 증권 분석 (1934)에서 다음과 같이 썼다: "기업의 주된 목적은 소유주에게 배당금을 지급하는 것이다. 성공적인 회사는 정기적으로 배당금을 지급하고 시간이 지남에 따라 그 비율을 늘릴 수 있는 회사이다."
다른 연구에 따르면 배당금을 지급하는 주식은 적어도 선진국에서는 전반적인 시장에 비해 장기적으로 우수한 성과를 보이는 경향이 있으며, S&P 500 또는 다우 존스 산업평균지수와 같은 주가 지수에 비해서도, 또는 배당금을 지급하지 않는 주식에 비해서도 더 나은 성과를 보인다. 이러한 우수한 성과에 대한 몇 가지 설명이 제시되었는데, 배당금이 장기적으로 우수한 성과와 연관된 가치주와 연관되어 있기 때문이거나, 폭락장이나 약세장에서 더 강한 내구성을 가지기 때문이거나, 높은 수준의 자유 현금 흐름을 보이는 수익성 있는 회사와 연관되어 있기 때문이거나, 많은 투자가들이 간과하는 성숙하고 유행에 뒤떨어진 회사와 연관되어 있어 효과적인 역발상 전략이 되기 때문이라는 것이다. 트위디, 브라운 및 캐피털 그룹 컴퍼니즈의 자산 관리자들은 배당금이 특정 회사의 전반적인 재무 상태를 측정하는 효과적인 척도라고 제안했다.
현금 배당금을 거의 또는 전혀 지급하지 않는 회사의 주주들은 주식을 팔거나, 회사가 청산되고 모든 자산이 유동화되어 주주들에게 분배될 때 회사의 이익으로부터 잠재적으로 이득을 얻을 수 있다. 그러나 제레미 시겔 교수의 자료에 따르면, 배당금을 지급하지 않는 주식은 그룹으로서 일반 주식 시장보다 장기적으로 더 나쁜 성과를 보이는 경향이 있으며, 배당금을 지급하는 주식보다도 나쁜 성과를 보였다.

#### 세금 관련 문제
배당금에 대한 과세는 종종 이익잉여금의 유지 또는 자사주 재매입의 정당성으로 사용되는데, 이 경우 회사가 주식을 다시 사들여 유통되는 주식의 가치를 높인다.
배당금이 지급될 때, 많은 국가의 개인 주주는 배당금에 대해 이중 과세를 당한다:
1. 회사는 소득을 벌면 정부에 법인세를 납부하고,
2. 배당금이 지급될 때, 개인 주주는 배당금 지급에 대해 소득세를 납부한다.

많은 국가에서는 기업 수준에서 납부된 세금을 보상하기 위해 배당 수익에 대한 세율이 다른 소득 형태보다 낮다.
캐피털 게인은 배당금과 혼동되어서는 안 된다. 일반적으로 캐피털 게인은 자산을 투자 당시 원가보다 높은 금액으로 판매할 때 발생한다. 배당금은 이익의 일부를 배분하는 것이며, 배당세율로 과세된다. 주식 가치가 상승하고 주주가 주식을 판매하기로 선택하는 경우, 주주는 캐피털 게인에 대해 세금을 납부한다(종종 보통 소득보다 낮은 세율로 과세된다). 주식 보유자가 자사주 매입에 참여하지 않기로 선택하는 경우, 보유 주식의 가격이 상승할 수 있지만(하락할 수도 있음), 이러한 이득에 대한 세금은 주식 매도 시까지 유예된다.
특정 유형의 전문 투자 회사(예: 미국의 REIT)는 주주가 배당금의 이중 과세를 부분적으로 또는 완전히 피할 수 있도록 허용한다.

### 기타 기업 실체

#### 협동조합
협동조합 사업체는 이익을 유보하거나, 이익의 일부 또는 전부를 회원들에게 배당금으로 분배할 수 있다. 이들은 회원의 주식 지분 가치 대신 회원의 활동에 비례하여 배당금을 분배한다. 따라서 협동조합의 배당금은 종종 세전 비용으로 취급된다. 다시 말해, 현지 세금 또는 회계 규정은 배당금을 고객 환급 또는 직원 보너스의 한 형태로 간주하여 이익(세금 이익 또는 영업 이익)을 계산하기 전에 매출액에서 공제하도록 할 수 있다.
소비자 협동조합은 조합원들의 거래에 따라 배당금을 할당한다. 예를 들어, 신용협동조합은 저축자의 예금에 대한 이자를 나타내기 위해 배당금을 지급한다. 소매 협동조합 체인은 조합원들의 구매액의 일정 비율을 현금, 상점 크레딧 또는 자본 형태로 돌려줄 수 있다. 이러한 유형의 배당금은 때때로 후원 배당금 또는 후원 환급으로 알려져 있으며, 비공식적으로 divi 또는 divvy라고도 불린다.
노동자 협동조합과 같은 생산자 협동조합은 회원들의 기여도(예: 근무 시간 또는 급여)에 따라 배당금을 할당한다.

#### 신탁
부동산 투자 신탁 및 로열티 신탁에서 지급되는 배당금은 종종 회사 이익보다 지속적으로 더 많을 수 있다. 이는 회계상 이익이 부동산 보유 및 자원 매장량의 증가 가치를 인식하지 않기 때문에 지속 가능하다. 회사 자산 가치에 경제적 증가가 없다면 초과 배당(또는 배당금)은 투자수익률이 되며 회사의 장부가액은 동일한 금액만큼 줄어들 것이다. 이는 배당금과 다르게 과세될 수 있는 캐피털 게인을 초래할 수 있다.
다른 형태의 상호 조직에 의한 이익 분배도 주식회사의 이익 분배와 다르지만, 배당금 형태를 취하지 않을 수도 있다.
예를 들어, 상호 보험의 경우 미국에서는 참가형 생명보험 보유자에게 이익을 분배하는 것을 배당금이라고 부른다.
이러한 이익은 보험사의 일반 계정의 투자 수익에서 발생하며, 이 계정에 보험료가 투자되고 여기에서 보험금이 지급된다. 참가 배당금은 보험료를 낮추거나 보험 증권의 현금 가치를 높이는 데 사용될 수 있다.
일부 생명보험 증권은 비참가 배당금을 지급한다.
대조적인 예로, 영국에서는 이익 참여 보험의 해지 환급금은 보너스에 의해 증가하며, 이는 이익을 분배하는 목적도 수행한다.
생명보험 배당금 및 보너스는 상호 보험의 전형적인 형태이지만, 일부 주식 회사 보험사에서도 지급된다.
보험 배당금 지급은 생명보험 증권에만 국한되지 않는다. 예를 들어, 일반 보험사인 스테이트팜 상호 자동차 보험 회사는 차량 보험 증권 소유자에게 배당금을 분배할 수 있다.

## 같이 보기
- 사원주주회사
- 사회 배당
- 배당수익